# Canton de Grasse-Sud
Le canton Grasse-Sud est une ancienne division administrative française, située dans le département des Alpes-Maritimes et la région Provence-Alpes-Côte d'Azur.

## Composition
Créé en 1985 de la scission du canton de Grasse, le canton de Grasse-Sud se composait d’une fraction de la commune de Grasse et de deux autres communes. Il comptait 33 280 habitants (population municipale) au 1er janvier 2012.
| Nom                 | Code Insee | Intercommunalité     | Population (dernière pop. légale)               |
| ------------------- | ---------- | -------------------- | ----------------------------------------------- |
| Grasse (chef-lieu)  | 06069      | CA du Pays de Grasse | Fraction : 22 946(2012) Commune : 50 409 (2014) |
| Auribeau-sur-Siagne | 06007      | CA du Pays de Grasse | 3 162 (2014)                                    |
| Pégomas             | 06090      | CA du Pays de Grasse | 7 783 (2014)                                    |

## Histoire
Créé en 1985 (décret du 31 janvier 1985) - Dédoublement du canton de Grasse.
| Date d'élection                                                                | Identité                 | Parti                | Qualité |
| ------------------------------------------------------------------------------ | ------------------------ | -------------------- | --- |
| Hervé de Fontmichel fut le premier Conseiller Général du Canton de Grasse-Sud. |                          |                      | |
| 1985-1989 (démission)                                                          | Hervé de Fontmichel      | UDF                  | Juriste, membre du Conseil d'État Vice-président du Conseil général Maire de Grasse (1971-1977 et 1983-1995) Suppléant du député Pierre Bachelet (1988-1993) |
| 1989-1998                                                                      | Jean-Pierre Leleux       | UDF puis MPF         | Enseignant en économie Adjoint au maire de Grasse Vice-président du Conseil général                                                                          |
| 1998-2015                                                                      | Jean-Raymond Vinciguerra | Les Verts Ecologiste | Licencié en philosophie, commerçant Conseiller municipal de Grasse (1995-2001) Suppléant du député André Aschieri (1997-2002)                                |

Élu conseiller régional PACA en 1989, Hervé de Fontmichel démissionne de son mandat départemental et son deuxième adjoint Jean-Pierre Leleux lui succède à la faveur d'une élection partielle.
Celui conserve son mandat en 1992, battant aisément, dans une triangulaire, une candidate verte de faible notoriété et un candidat FN alors que les candidats socialistes et communistes sont éliminés au 1er tour.
Aux élections cantonales de 1998, Jean-Pierre Leleux, candidat sortant et maire de Grasse, est battu dans une triangulaire serrée RPR/FN/Vert par Jean-Raymond Vinciguerra suppléant d'André Aschieri le député de la circonscription. La candidature dissidente de son premier adjoint Paul Fourquet l'ayant fragilisé. Le nouveau conseiller général est l'un des huit élus de la mini vague de gauche dans les alpes -maritimes consécutive au « vendredi noir » des élections régionales 1998.
En 2004, Jean-Raymond Vinciguerra est facilement réélu dans une triangulaire l'opposant à un candidat FN et à une candidate UMP. Au second tour, il bénéficie du soutien du candidat communiste Paul Euzière tandis que sa principale adversaire Nicole Nutini (UMP), adjointe au maire de Grasse, est handicapée par la candidature dissidente du maire d'Auribeau-sur-Siagne Jacques Varonne (DVD).
En 2011, le scrutin oppose le sortant Jean-Raymond Vinciguerra au maire UMP de Pégomas, Gilbert Pibou, à la député européenne FN Lydia Schénardi et à un candidat communiste (mais se présentant sous l'étiquette société civile). Contrairement aux deux fois précédentes, le second tour n'est pas un triangulaire. La candidate FN est éliminée par la nouvelle règle des 12,5 % des inscrits, le candidat UMP arrive en tête grâce à son bon score sur sa commune tandis que le sortant écologiste l'est partout ailleurs. Celui-ci est largement réélu au second tour avec 52,3 % des voix, l'avance de son concurrent UMP sur son village se réduisant nettement.

## Conseillers généraux de l'ancien canton de Grasse
voir Canton de Grasse-Nord.

## Démographie
| 1990   | 1999   | 2006   | 2011   | 2012   |
| ------ | ------ | ------ | ------ | ------ |
| 24 965 | 28 891 | 30 783 | 33 067 | 33 280 |